# Осинова (Ісетський район)
Оси́нова (рос. Осинова) — присілок у складі Ісетського району Тюменської області, Росія.
Населення — 22 особи (2010, 15 у 2002).
Національний склад станом на 2002 рік:
- росіяни — 80 %